# (32627) 2001 RO69
2001 RO69 (asteroide 32627) é um asteroide da cintura principal. Possui uma excentricidade de 0.04148180 e uma inclinação de 4.52356º.
Este asteroide foi descoberto no dia 10 de setembro de 2001 por LINEAR em Socorro.